# Rue de Paris (Saint-Maur-des-Fossés)
Pour les articles homonymes, voir rue de Paris.
La rue de Paris est une voie de communication de la ville de Saint-Maur-des-Fossés.

## Situation et accès
La rue de Paris, orientée du nord-ouest au sud-est, part du carrefour de l'avenue du Président-John-Fitzgerald-Kennedy, du boulevard du Maréchal-Leclerc, dans l'axe de la rue de Paris. Elle se termine place d'Armes, carrefour de la rue de l'Abbaye et de la rue du Four.

## Origine du nom

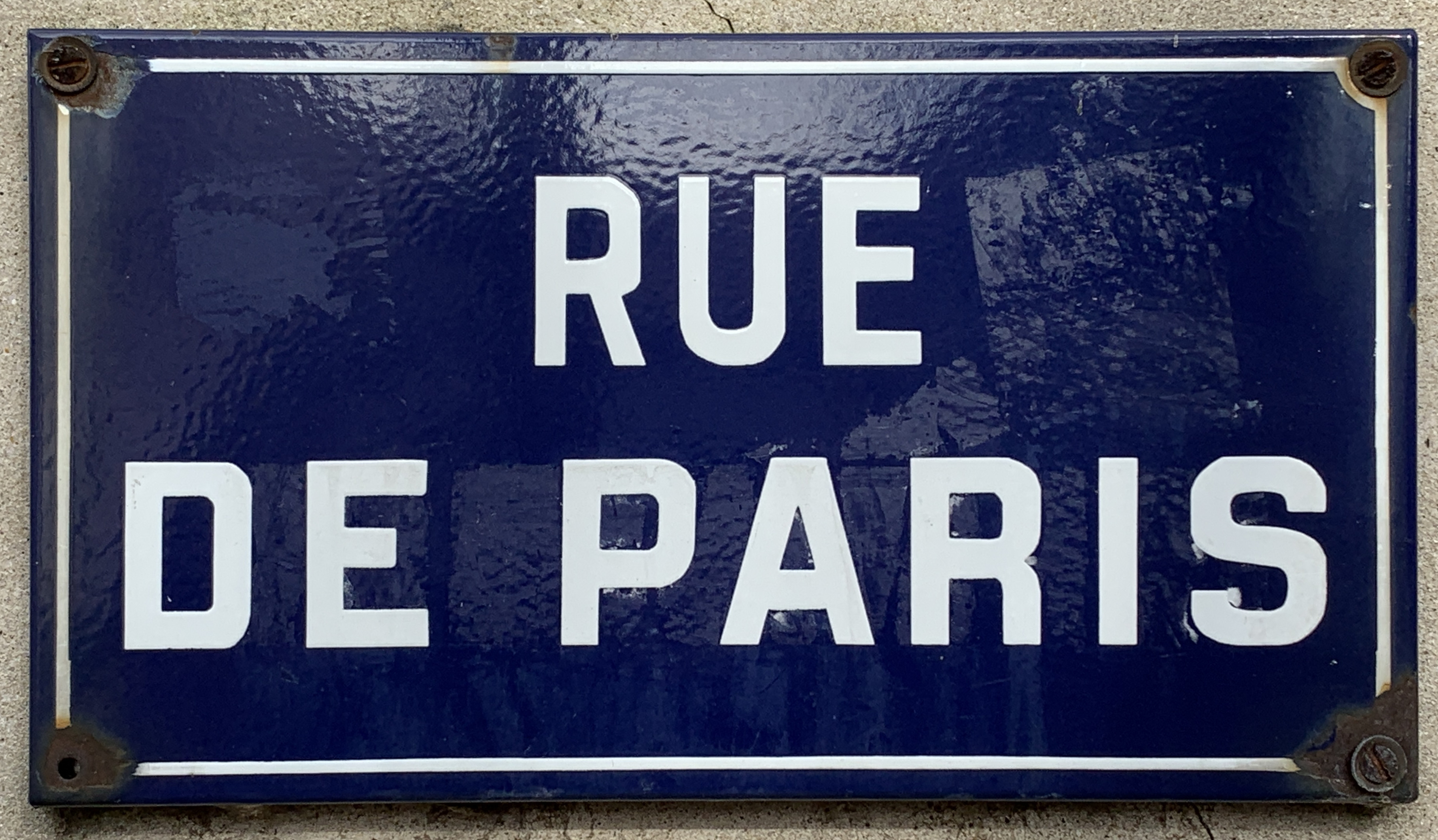
Plaque Rue de Paris, 2021.

Cette rue porte le nom de la ville de Paris vers laquelle elle se dirige.

## Historique

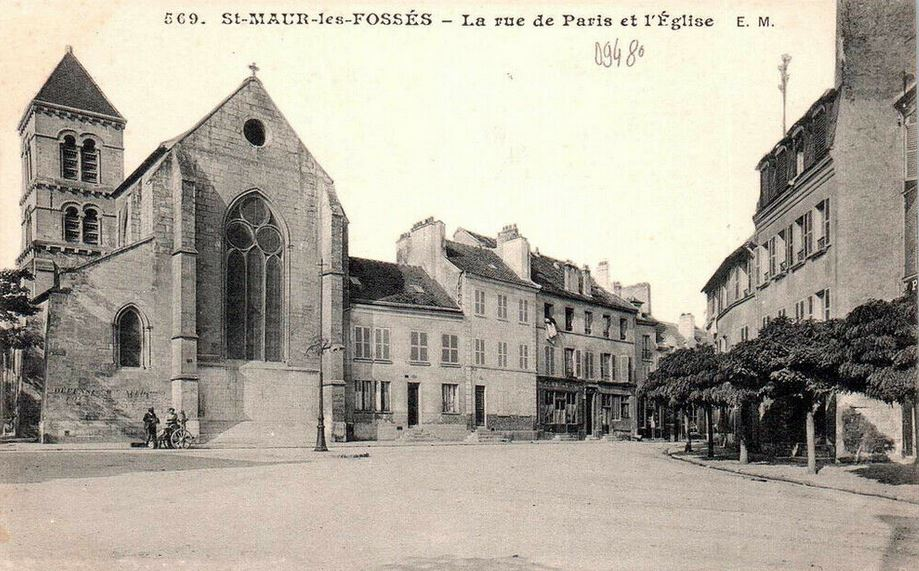
La rue de Paris et l'église.

Cette rue fut pendant des siècles une des plus animées de la ville. Elle était notamment empruntée pour rejoindre la capitale en contournant le mur du domaine de Vincennes.

## Bâtiments remarquables et lieux de mémoire
- Hôtel de Largentière, dont les fondations remontent au XVIIe siècle.
- Église Saint-Nicolas de Saint-Maur-des-Fossés.
- Au no 14, une maison datant du XVIIe siècle, recensée à l'inventaire général du patrimoine culturel[3].